# Alfredo Leoni
Alfredo César Martinho Leoni (Bauru, SP, 15 de abril de 1956) é diplomata e advogado brasileiro.

## Primeiros anos e formação
Nascido no interior do estado de São Paulo, mudou-se, ainda criança, para o Rio de Janeiro. Nessa capital, realizou toda a sua formação educacional, desde o curso primário até concluir o Curso de Direito na Universidade do Estado do Rio de Janeiro (UERJ) e ingressar na OAB-RJ. Atuou como advogado nos dois últimos anos da faculdade, com prática centrada em causas do Direito Civil. Concomitantemente, estudou piano e canto lírico, tendo se apresentado em festivais de música no Rio de Janeiro e em Petrópolis.

## Início da carreira diplomática
Em 1980, mudou-se para Brasília para iniciar o Curso de Preparação à Carreira de Diplomata, no Instituto Rio Branco. Posteriormente, concluiu o Curso de Aperfeiçoamento de Diplomatas (nível de mestrado) e o Curso de Altos Estudos (nível de doutorado), com tese sobre a cooperação educacional como instrumento da política externa brasileira. Começou a trabalhar como diplomata em 1982. Ascendeu a todos os níveis da carreira por merecimento, atingindo em 2012 o grau mais alto, o de Ministro de Primeira Classe – Embaixador.

## Missões diplomáticas no exterior
Serviu, de forma permanente, nas embaixadas do Brasil em Berlim, Cidade do México, Pequim, Roma, Tóquio e Washington, D.C., bem como na Missão do Brasil junto às Nações Unidas, em Nova Iorque, onde atuou nos Comitês de Sanções do Conselho de Segurança. Trabalhou ainda como Encarregado de Negócios nas embaixadas do Brasil em Acra, Bamaco e Oslo.
Foi Embaixador Plenipotenciário do Brasil no Paquistão, Polônia e Omã, e Embaixador não-residente no Afeganistão.

## Cargos no Brasil
Em Brasília, chefiou delegações brasileiras em diversos fóruns internacionais; foi Chefe do Departamento de Ciência e Tecnologia, Secretário de Controle Interno, Coordenador-Geral de Modernização Administrativa e Chefe da Divisão de Cooperação Educacional no MRE.
No STJ, exerceu a função de chefe da Assessoria Internacional e representou a Corte em congressos jurídicos no exterior.

## Condecorações
Foi condecorado pelos governos do Chile e da Polônia, além de instituições públicas brasileiras.

## Galeria

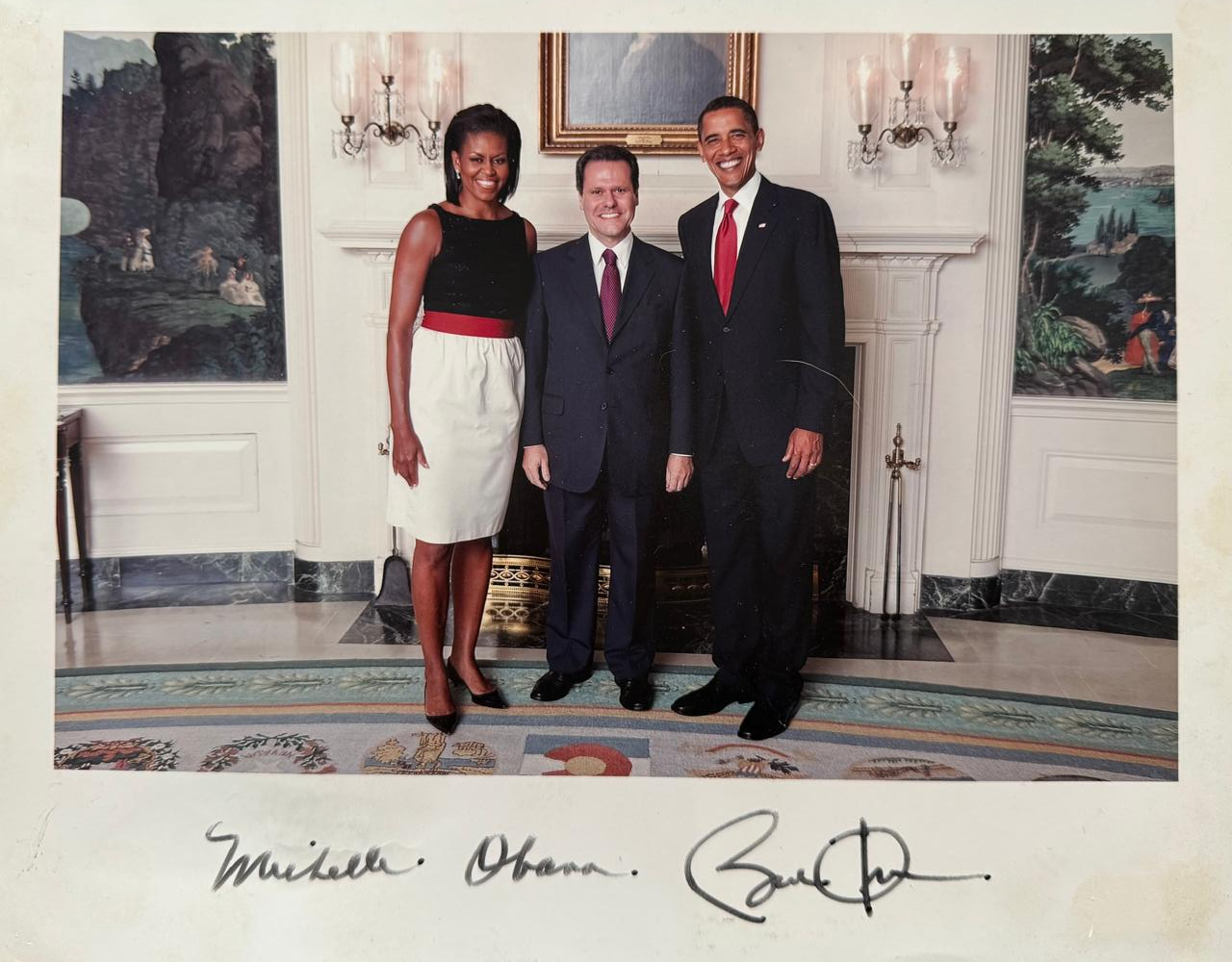
Com o Presidente dos EUA Barack Obama e Michelle Obama. Casa Branca, 2009.
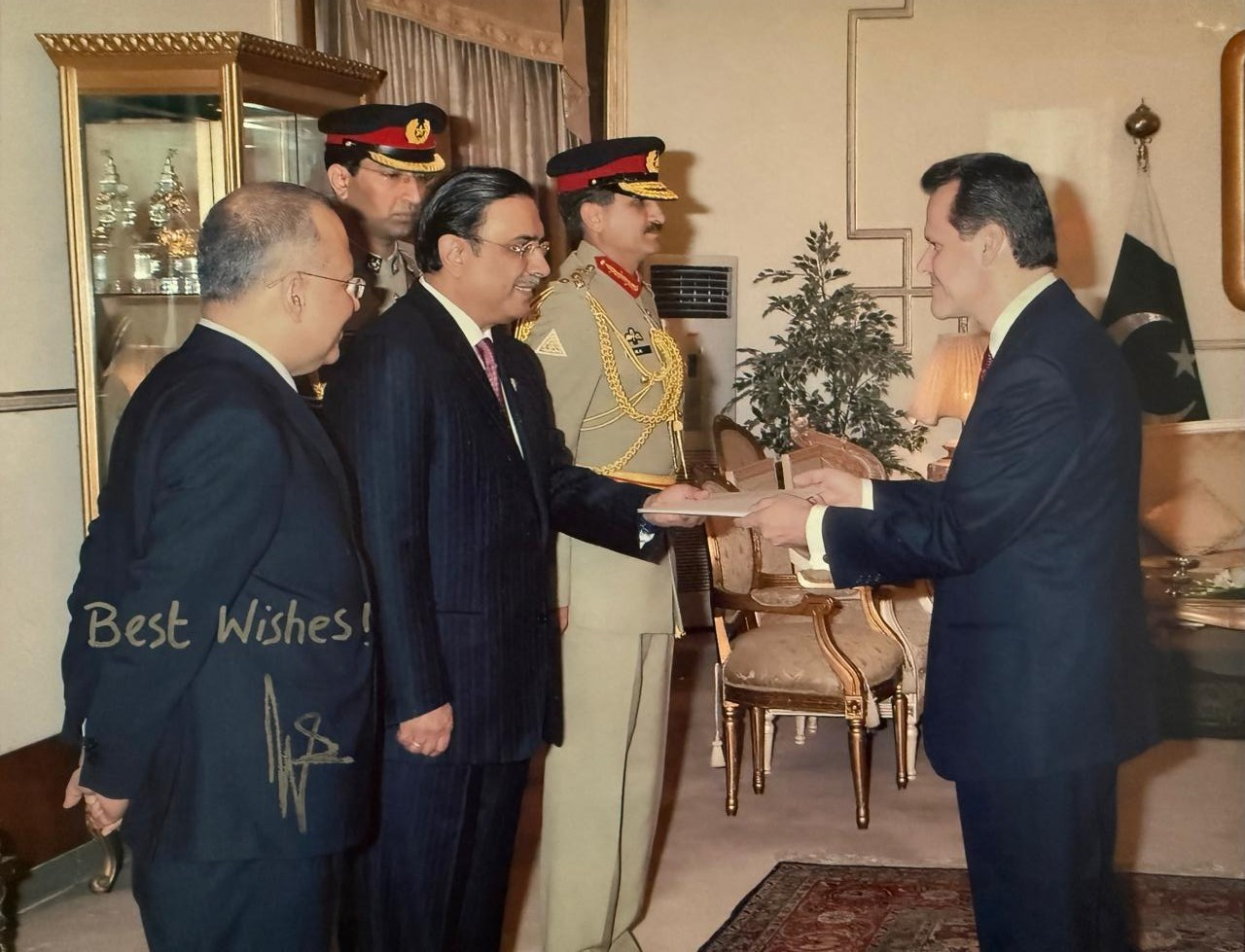
Com o Presidente do Paquistão Asif Ali Zardari. Islamabad, 2010.
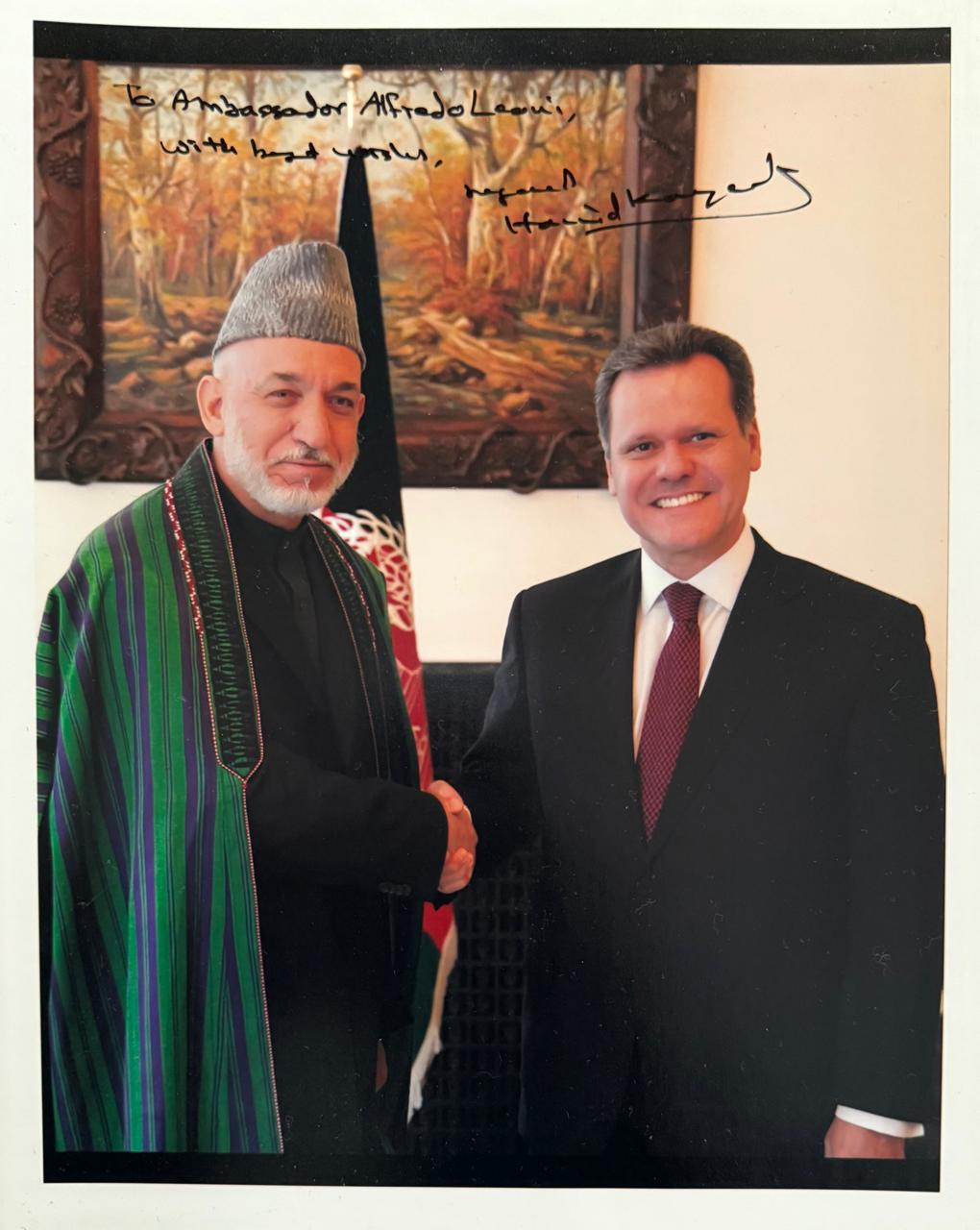
Com o Presidente do Afeganistão Hamid Karzai. Cabul, 2011.
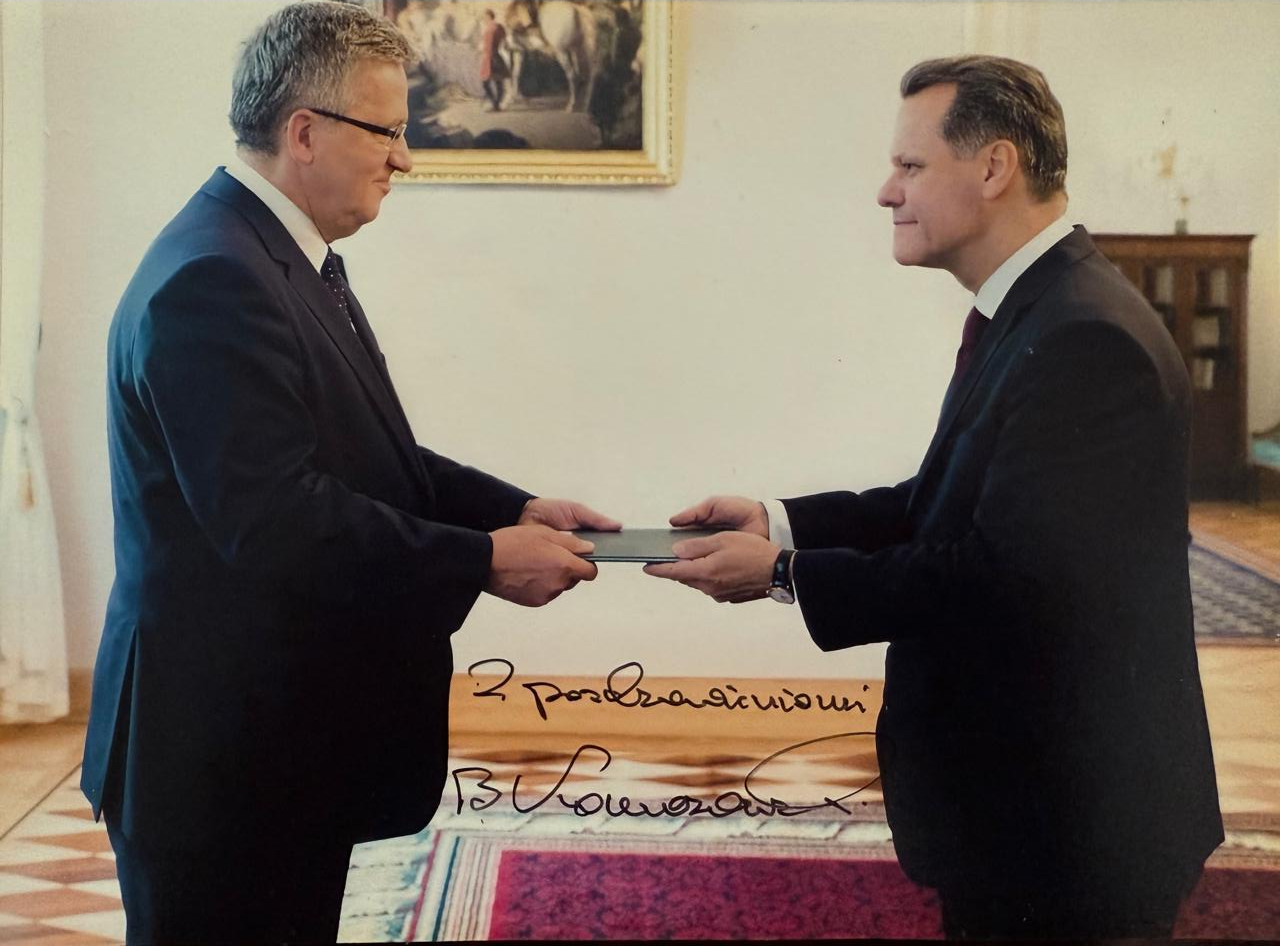
Com o Presidente da Polônia Bronisław Komorowski. Varsóvia, 2015.
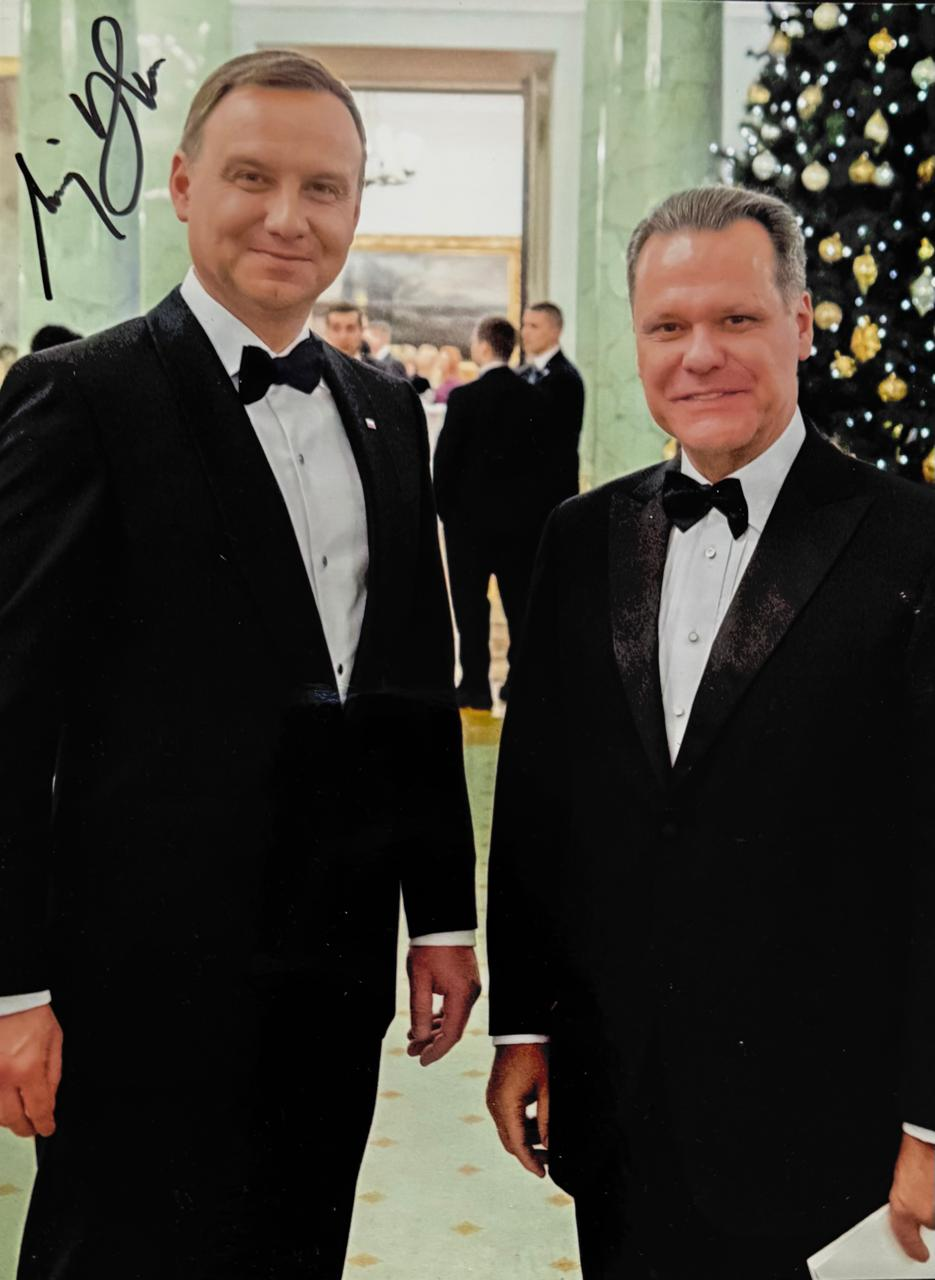
Com o Presidente da Polônia Andrzej Duda. Varsóvia, 2016.
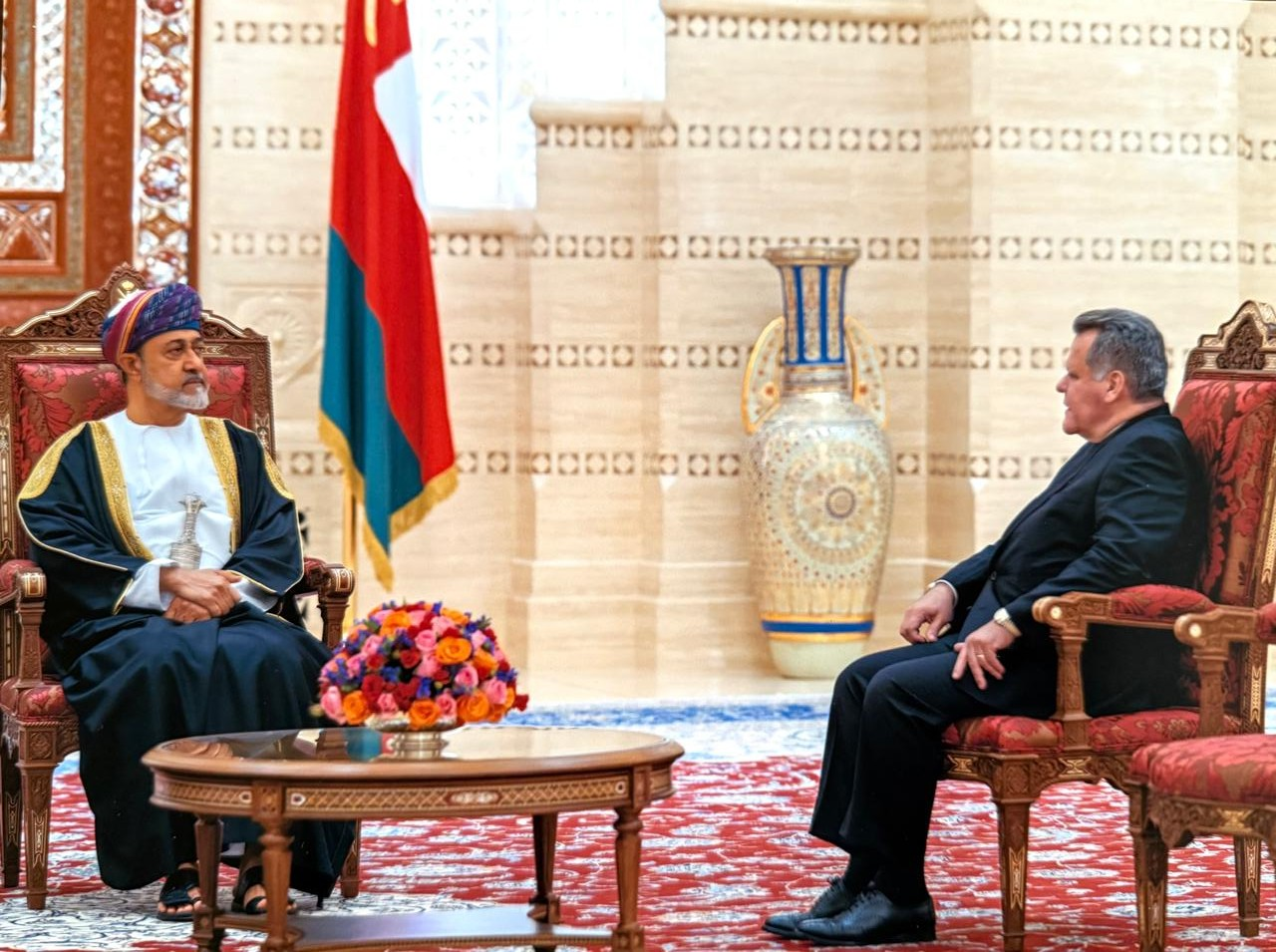
Com o Sultão de Omã Haitham bin Tariq. Mascate, 2024.